# Carex evoluta
Carex evoluta är en halvgräsart som beskrevs av Hartm.. Carex evoluta ingår i släktet starrar, och familjen halvgräs. Inga underarter finns listade i Catalogue of Life.